# Arne Ahlsén
Bror Arne Linné Ahlsén, född 8 juni 1920 i Åtvids församling, död 26 april 2006, en svensk friidrottare (långdistanslöpare). Han tävlade för Åtvidabergs IF och vann SM-guld i terräng 4 km år 1943.
Ahlsén jobbade som sadelmakare.